# Самкуре
Самкуре (груз. სამყურე) — село в Грузии, на территории Адигенского муниципалитета края (мхаре) Самцхе-Джавахети.

## География
Село находится в южной части Грузии, на южном склоне Месхетского хребта, к югу от реки Кваблиани, на расстоянии 3 километров (по прямой) к юго-востоку от посёлка городского типа Адигени, административного центра муниципалитета. Абсолютная высота — 1296 метров над уровнем моря.

## Население
По результатам официальной переписи населения 2014 года, в Самкуре проживало 134 человека (74 мужчины и 60 женщин). В национальной структуре населения грузины составляли 99,3 %, армяне — 0,7 %.
| Год  | Население, человек |
| ---- | ------------------ |
| 2002 | 159                |
| 2014 | ↘ 134              |